# Calimantã Central
Calimantã Central ( indonésio: Kalimantan Tengah) é uma província da República da Indonésia situada na ilha de Bornéu. A cidade capital é Palangkaraya.
A superfície da província é principalmente plana, apenas para o norte é montanhoso. Grandes zonas pantanosas ao largo da costa de contribuem para a inacessibilidade da região.
A região pertenceu desde o século XVII ao Sultanato de Banjarmasin, antes do século XIX foi colonizada por holandeses. Depois da independência da Indonésia se criou esta província no ano 1957. No decênio de 1990, em varias ocasiões, houve conflitos violentos entre os dayak e os imigrantes de outras províncias.

## Território e População

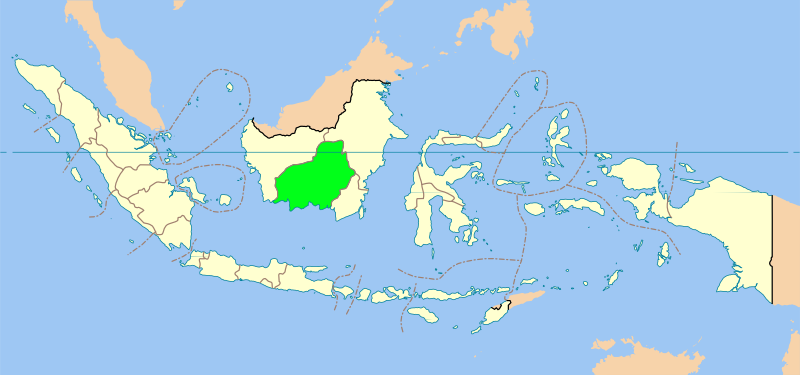
Localização da Província de Calimantã Central

Esta província é o lugar de uma população composta por unas 1.912.747 pessoas. A extensão desta província es de 153.564 quilômetros quadrados. A densidade populacional é de 12,45 habitantes por quilômetro quadrado.